# Tatiana Afanasieva
Tatiana Alekseievna Afanasieva (în rusă: Татьяна Алексеевна Афанасьева) (n. 19 noiembrie 1876, la Kiev - d. 14 aprilie 1964, la Leiden) a fost o matematiciană rusă.
Din 1912 a trăit în Țările de Jos.
În 1904 se căsătorește cu fizicianul Paul Ehrenfest și au împreună patru copii, dintre care se va distinge Tatiana Pavlovna Ehrenfest, o altă femeie-matematician de valoare.
Cei doi colaborează în domeniul mecanicii statistice, care tocmai fusese întemeiat de Ludwig Boltzmann.
Tatiana Afanasieva a publicat diverse lucrări științifice în domeniile probabilității și entropiei.